# دانشگاه شاهزاده سونگکلا
دانشگاه شاهزاده سونگکلا (PSU) (تایلندی: มหาวิทยาลัยสงขลานครินทร์) اولین دانشگاه در جنوب تایلند است که در سال تأسیس شد. نام دانشگاه توسط پادشاه بومیبول آدولیادج به افتخار شاهزاده ماهیدول آدولیادج، شاهزاده سونگکلا، پدر پادشاه اعطا شد.
این دانشگاه از چهار پردیس و یک منطقه خدمات آموزشی تشکیل شده‌است. در سال ۱۹۶۸، اولین پردیس دائمی در پاتانی تأسیس شد. پردیس در هات یای در سال ۱۹۷۱ افتتاح شد و اکنون پردیس اصلی است و بیش از ۵۰ درصد از دانشجویان دانشگاه در آن حضور دارند. پردیس‌های دیگر در پوکت (۱۹۷۷) و سورات ثانی (۱۹۹۰) تأسیس شدند. علاوه بر این، منطقه خدمات آموزشی ترانگ در سال ۱۹۹۱ تأسیس شد و بعداً در سال ۱۹۹۹ به عنوان پردیس PSU توسعه یافت. در سال ۲۰۰۷، دانشگاه ۲۹۵ برنامه آموزشی را به ۳۴۰۰۰ دانشجوی خود ارائه می‌دهد که شامل ۱۸ برنامه بین‌المللی و سه برنامه زبان خارجی می‌شود.